# Iori Kogawa
Iori Kogawa este o acțrită de filme pentru adulți și un glamour model. Hobby-urile ei preferatele sunt lectură și de a asculta muzică. Kogawa a făcut debutul AV cu Soft on Demand (SOD) în noiembrie 2012, în 2013 ea a câștigat premiul pentru cel mai bună acțrită la Premile SOD Excellence.

## Filmografie

### Filme pentru adulți
- Kogawa Iori AV Debut
- I Like Sex to Death
- Voluminous Squirting
- Iori's Ecatasy - Will Teach You All in Shameful Dirty Talk
- Passionate Kiss and Sex
- Amateur Gachinko Virgin
- Girl's Pleasure

## Publicare

### Reviste
- Mase EX
- DMM

### Calendar
- Iori Kogawa 2014 Calendar